# (126749) Johnjones
(126749) Johnjones est un astéroïde de la ceinture principale.

## Description
(126749) Johnjones est un astéroïde de la ceinture principale. Il fut découvert le 20 février 2002 à Desert Moon par Berton L. Stevens. Il présente une orbite caractérisée par un demi-grand axe de 2,52 UA, une excentricité de 0,30 et une inclinaison de 15,2° par rapport à l'écliptique.

## Compléments